# Kevin Ceccon
Kevin Ceccon (Clusone, 24 de septiembre de 1993) es un piloto de automovilismo italiano. En 2011 se proclamó campeón de Auto GP. Luego de esto, compitió en GP2 y GP3 Series y en campeonatos de turismos. En 2021 fue subcampeón del Campeonato Italiano de Turismos TCR.

## Carrera

### Karting
Antes de su trayectoria en monoplazas, Ceccon disfrutó de una larga y exitosa carrera en las filas del karting júnior. En 2005 logró un quinto puesto en la Copa Campeones de clase Junior Trophy antes de terminar cuarto en el Open Masters italiano KF3 al año siguiente. En 2008 ganó el Open Masters italiano KF3, y también subió al podio tanto en el Sur Garda xomo en la Copa de Invierno Trofeo Andrea Margutti.

### Fórmula 3
En 2009, Ceccon tomó el gran salto del karting a Fórmula 3, al European F3 Open con RP Motorsport. Después de un lento comienzo de la temporada, terminó en los puntos en nueve ocasiones para ser clasificado 11º en la clasificación general, con acabados en cuarto lugar en Donington Park y Monza son sus mejores resultados de la temporada. También ha participado en tres rondas de la Fórmula 3 Italiana, terminando en los puntos en cuatro de sus seis carreras para terminar 14 º en la serie.
Ceccon continuó con la escudería para una segunda temporada en 2010, mejorando a la cuarta posición en la clasificación final después de seis podios, incluyendo la victoria por la primera serie en la ronda final del año en Barcelona. En septiembre de 2010, Ceccon hizo una sola aparición en la ronda de campeonato italiano de Fórmula Tres en el Circuito de Vallelunga.

### GP2 Series
En noviembre de 2010, Ceccon participó en cuatro días de pruebas postemporada de la GP2 Series, que se celebró en el Circuito Yas Marina en Abu Dhabi, conduciendo con la Scuderia Coloni para los dos primeros días, antes de pasar a DPR los dos últimos días.
Fue anunciado en mayo de 2011, que Ceccon correría en Barcelona y Mónaco las rondas de la temporada 2011 con la Scuderia Coloni, en sustitución del compañero italiano Davide Rigon, que se lesionó en la primera ronda de la temporada en Istambul Park. De este modo, se convirtió en el piloto más joven de GP2 Series, batiendo el récord del español Javier Villa por casi un año. Después de ocho carreras, con un mejor posición final undécima, optó por concentrarse en Auto GP, para cosechar una ventaja en la serie. Finalizó 30.º en el campeonato mundial de pilotos.

### Auto GP
Para la temporada 2011, Ceccon se graduó al campeonato Auto GP, para competir con la escudería italiana Ombra Racing. El día 2 de octubre se proclama vencedor del campeonato en la última carrera de la temporada.

### GP3 Series
En 2012 disputa la temporada completa de GP3 Series con Ocean Racing Technology, quedando noveno en el campeonato con 56 puntos y un podio. Volvió en 2014 con el equipo suizo Jenzer para correr las últimas cuatro fechas.
Disputó toda la temporada 2015, esta vez con Arden International, ganando dos carreras en tres podios. Terminó 7° con 77 puntos.

### Turismos
Tras una temporada 2017 compitiendo en gran turismos, en 2018 Ceccon se subió a un Alfa Romeo de la escudería Team Mulsanne en la Copa Mundial de Turismos reemplazando a su compatriota, el expiloto de Fórmula 1, Gianni Morbidelli. Conquistó una victoria y una pole position en la especialidad. En 2019 logró varios podios y finalizó 14.º en el campeonato.
En 2020, Ceccon no compitió en ninguna carrera. Al año siguiente fue contratado por el equipo Aggressive Italia para competir en el Campeonato Italiano de Turismos TCR. Con cuatro victorias logró el segundo puesto en el campeonato, finalizando a un solo punto del campeón Antti Buri. En 2022 compitió parcialmente las temporadas de TCR Italiano y ETCR.

## Resumen de carrera
| Temporada | Categoría                           | Equipo                           | Carreras | Victorias | Poles | VR | Podios | Puntos | Pos. |
| --------- | ----------------------------------- | -------------------------------- | -------- | --------- | ----- | -- | ------ | ------ | ---- |
| 2009      | European F3 Open                    | RP Motorsport                    | 16       | 0         | 0     | 0  | 0      | 34     | 11.º |
| 2009      | Campeonato de Italia de Fórmula 3   | RP Motorsport                    | 6        | 0         | 0     | 0  | 0      | 11     | 14.º |
| 2010      | European F3 Open                    | RP Motorsport                    | 16       | 1         | 0     | 0  | 6      | 92     | 4.º  |
| 2010      | Campeonato de Italia de Fórmula 3   | RP Motorsport                    | 2        | 0         | 0     | 0  | 0      | 0      | 28.º |
| 2011      | Auto GP                             | Ombra Racing                     | 14       | 1         | 0     | 3  | 5      | 130    | 1.º  |
| 2011      | GP2 Series                          | Scuderia Coloni                  | 8        | 0         | 0     | 0  | 0      | 0      | 30.º |
| 2012      | GP3 Series                          | Ocean Racing Technology          | 16       | 0         | 0     | 2  | 1      | 56     | 9.º  |
| 2013      | GP2 Series                          | Trident Racing                   | 11       | 0         | 0     | 0  | 1      | 28     | 17.º |
| 2014      | GP3 Series                          | Jenzer Motorsport                | 8        | 0         | 0     | 0  | 0      | 20     | 15.º |
| 2015      | GP3 Series                          | Arden International              | 18       | 2         | 0     | 1  | 3      | 77     | 7.º  |
| 2016      | European Le Mans Series - LMP2      | Murphy Prototypes                | 1        | 0         | 0     | 0  | 0      | 2      | 33.º |
| 2017      | Blancpain GT Series Sprint Cup      | ISR                              | 10       | 0         | 0     | 0  | 0      | 0      | NC   |
| 2017      | Blancpain GT Series Endurance Cup   | ISR                              | 1        | 0         | 0     | 0  | 0      | 4      | 39.º |
| 2017      | Blancpain GT Series Endurance Cup   | Team Zakspeed                    | 1        | 0         | 0     | 0  | 0      | 4      | 39.º |
| 2018      | Copa Mundial de Turismos            | Team Mulsanne                    | 15       | 1         | 1     | 1  | 2      | 102    | 14.º |
| 2019      | Copa Mundial de Turismos            | Mulsanne Srl                     | 30       | 0         | 0     | 1  | 5      | 164    | 16.º |
| 2021      | Campeonato Italiano de Turismos TCR | Aggressive Italia                | 12       | 4         | 0     | 1  | 6      | 357    | 2.º  |
| 2022      | FIA ETCR – eTouring Car World Cup   | Hyundai Motorsport N             | 2        | 0         | 0     | 0  | 0      | 67     | 13.º |
| 2022      | Campeonato Italiano de Turismos TCR | Hyundai N Team Aggressive Italia | 6        | 0         | 0     | 0  | 4      | 192    | NC   |
| Fuente:   |                                     |                                  |          |           |       |    |        |        |      |

## Resultados

### GP2 Series
(Clave) (negrita indica pole position) (cursiva indica vuelta rápida puntuable)

| Año  | Escudería       | 1   | 1   | 2   | 2   | 3   | 3   | 4   | 4   | 5   | 5   | 6   | 6   | 7   | 7   | 8   | 8   | 9   | 9   | 10  | 10  | 11  | 11  | Pos. | Puntos | Ref.   |
| ---- | --------------- | --- | --- | --- | --- | --- | --- | --- | --- | --- | --- | --- | --- | --- | --- | --- | --- | --- | --- | --- | --- | --- | --- | ---- | ------ | ------ |
| 2011 | Scuderia Coloni | EST | EST | BAR | BAR | MON | MON | VAL | VAL | SIL | SIL | NÜR | NÜR | BUD | BUD | SPA | SPA | MNZ | MNZ |     |     |     |     | 30.º | 0      | [ 10 ] |
| 2011 | Scuderia Coloni |     |     | 19  | 15  | 11  | 12  | 18  | 20† | 19  | Ret |     |     |     |     |     |     |     |     |     |     |     |     | 30.º | 0      | [ 10 ] |
| 2013 | Trident Racing  | KUA | KUA | SAK | SAK | BAR | BAR | MON | MON | SIL | SIL | NÜR | NÜR | BUD | BUD | SPA | SPA | MNZ | MNZ | SIN | SIN | YMC | YMC | 17.º | 28     | [ 11 ] |
| 2013 | Trident Racing  | 17  | 22  | 11  | 10  | 7   | 7   | 2   | 7   | Ret | 12  | Ret | DNS |     |     |     |     |     |     |     |     |     |     | 17.º | 28     | [ 11 ] |

### GP3 Series
(Clave) (negrita indica pole position) (cursiva indica vuelta rápida puntuable)

| Año  | Escudería               | 1   | 1   | 2   | 2   | 3   | 3   | 4   | 4   | 5   | 5   | 6   | 6   | 7   | 7   | 8   | 8   | 9   | 9   | Pos. | Puntos | Ref.   |
| ---- | ----------------------- | --- | --- | --- | --- | --- | --- | --- | --- | --- | --- | --- | --- | --- | --- | --- | --- | --- | --- | ---- | ------ | ------ |
| 2012 | Ocean Racing Technology | BAR | BAR | MON | MON | VAL | VAL | SIL | SIL | HOC | HOC | BUD | BUD | SPA | SPA | MNZ | MNZ |     |     | 9.º  | 56     | [ 12 ] |
| 2012 | Ocean Racing Technology | Ret | 10  | 3   | 6   | 7   | 4   | 8   | 7   | 17  | 15  | 4   | 8   | 12  | 20  | 13  | 9   |     |     | 9.º  | 56     | [ 12 ] |
| 2014 | Jenzer Motorsport       | BAR | BAR | SPI | SPI | SIL | SIL | HOC | HOC | BUD | BUD | SPA | SPA | MNZ | MNZ | SOC | SOC | YMC | YMC | 15.º | 20     | [ 13 ] |
| 2014 | Jenzer Motorsport       |     |     |     |     |     |     |     |     |     |     | 11  | 11  | 12  | 6   | 5   | Ret | 9   | 6   | 15.º | 20     | [ 13 ] |
| 2015 | Arden International     | BAR | BAR | SPI | SPI | SIL | SIL | BUD | BUD | SPA | SPA | MNZ | MNZ | SOC | SOC | SAK | SAK | YMC | YMC | 7.º  | 77     | [ 14 ] |
| 2015 | Arden International     | 7   | 6   | Ret | DNS | 7   | 1   | 7   | 1   | Ret | 13  | 3   | 4   | Ret | DNS | 14  | 18  | Ret | 10  | 7.º  | 77     | [ 14 ] |

### Copa Mundial de Turismos
(Clave) (negrita indica pole position) (cursiva indica vuelta rápida)

| Año  | Equipo        | Auto                            | 1   | 2   | 3   | 4   | 5   | 6   | 7   | 8   | 9   | 10  | 11  | 12  | 13  | 14  | 15  | 16  | 17  | 18  | 19  | 20  | 21  | 22  | 23  | 24  | 25  | 26  | 27  | 28  | 29  | 30  | Pos. | Pts. |
| ---- | ------------- | ------------------------------- | --- | --- | --- | --- | --- | --- | --- | --- | --- | --- | --- | --- | --- | --- | --- | --- | --- | --- | --- | --- | --- | --- | --- | --- | --- | --- | --- | --- | --- | --- | ---- | ---- |
| 2018 |               |                                 | MAR | MAR | MAR | HUN | HUN | HUN | ALE | ALE | ALE | NED | NED | NED | POR | POR | POR | SVK | SVK | SVK | CHN | CHN | CHN | CHW | CHW | CHW | JAP | JAP | JAP | MAC | MAC | MAC | 14°  | 102  |
| 2018 | Team Mulsanne | Alfa Romeo Giulietta RF TCR     |     |     |     |     |     |     |     |     |     |     |     |     |     |     |     | 16  | 11  | 6   | 12  | 12  | 14  | 6   | 11  | 8   | 1   | 6   | 3   | Ret | 4   | 7   | 14°  | 102  |
| 2019 |               |                                 | MAR | MAR | MAR | HUN | HUN | HUN | SVK | SVK | SVK | NED | NED | NED | ALE | ALE | ALE | POR | POR | POR | CHN | CHN | CHN | JAP | JAP | JAP | MAC | MAC | MAC | MYS | MYS | MYS | 14°  | 164  |
| 2019 | Mulsanne Srl  | Alfa Romeo Giulietta Veloce TCR | 9   | 19  | 16  | 19  | 16  | Ret | Ret | 3   | 3   | 18  | 20  | 18  | 19  | 19  | 11  | 19  | Ret | 13  | 17  | 9   | 9   | 8   | 4   | 6   | 3   | 3   | 9   | 19  | 5   | 2   | 14°  | 164  |

### TCR World Tour
(Clave) (negrita indica pole position) (cursiva indica vuelta rápida)

| Año  | Equipo                 | Auto                  | 1   | 2   | 3   | 4   | 5   | 6   | 7   | 8   | 9   | 10  | 11  | 12  | 13  | 14  | 15  | 16  | 17  | 18  | 19  | 20  | Pos. | Pts. |
| ---- | ---------------------- | --------------------- | --- | --- | --- | --- | --- | --- | --- | --- | --- | --- | --- | --- | --- | --- | --- | --- | --- | --- | --- | --- | ---- | ---- |
| 2023 |                        |                       | POR | POR | SPA | SPA | VAL | VAL | HUN | HUN | EPI | EPI | LAP | LAP | SID | SID | SID | BAT | BAT | BAT | MAC | MAC | 24°  | 23   |
| 2023 | Aggressive Team Italia | Hyundai Elantra N TCR |     |     |     |     | 13  | 9   | 12  | 11  |     |     |     |     |     |     |     |     |     |     |     |     | 24°  | 23   |

### TCR Europe Touring Car Series
(Clave) (negrita indica pole position) (cursiva indica vuelta rápida)

| Año  | Equipo                 | Auto                  | 1   | 2   | 3   | 4   | 5   | 6   | 7   | 8   | 9   | 10  | 11  | 12  | 13  | 14  | Pos. | Pts. |
| ---- | ---------------------- | --------------------- | --- | --- | --- | --- | --- | --- | --- | --- | --- | --- | --- | --- | --- | --- | ---- | ---- |
| 2023 |                        |                       | POR | POR | PAU | PAU | SPA | SPA | HUN | HUN | LEC | LEC | MON | MON | BAR | BAR | 16°  | 63   |
| 2023 | Aggressive Team Italia | Hyundai Elantra N TCR |     |     |     |     |     |     | 3   | 3   |     |     |     |     |     |     | 16°  | 63   |